# فابین فرانکل
فابین جوزف فرانکل (انگلیسی: Fabien Joseph Frankel؛ زادهٔ ۶ آوریل ۱۹۹۴) هنرپیشهٔ اهل بریتانیا است. او برای بازی در نقش سِر کریستون کول در سریال تلویزیونی درام فانتزی خاندان اژدها (۲۰۲۲) از اچ‌بی‌او شناخته شده‌است.

## اوایل زندگی
فرانکل در بیمارستان چلسی و وست‌مینستر در غرب لندن از بازیگر انگلیسی مارک فرانکل و مدیر تبلیغات فرانسوی کارولین بسون متولد شد. خانواده پدرش یهودی هستند. مادربزرگ پدری او از یک خانواده یهودی هندی در بمبئی بود که اصالتاً اهل عراق بودند. فرانکل در دو سالگی پدرش را در یک تصادف جاده‌ای از دست داد، در حالی که مادرش برادر کوچکترش مکس را باردار بود. این دو برادر توسط مادرشان در لندن بزرگ شدند و در خانه فرانسوی صحبت می‌کردند. مادرش آن‌ها را هفته‌ای یک بار به سینما می‌برد و به فیلم معرفی کرد.
فرانکل یک دوره پایه‌ایِ یک ساله را در آکادمی سلطنتی هنرهای دراماتیک گذراند و سپس در سال ۲۰۱۷ با مدرک لیسانس هنر در بازیگریِ حرفه‌ای از آکادمی موسیقی و هنرهای نمایشی لندن فارغ‌التحصیل شد.

## حرفه
کار فرانکل روی صحنه با دانش از سال ۲۰۱۷ در تئاتر چیرینگ کراس آغاز شد. او نخستین بازی خود را در سال ۲۰۱۹ در فیلم کمدی رمانتیک کریسمس پیشین انجام داد. در همان سال، او به عنوان نقش اصلی تئو سیپوویچ در یک پایلوت برای یک سریال بالقوه به نام «پلیس آبی نیویورک» از شبکه ای‌بی‌سی انتخاب شد.
فرانکل در سال ۲۰۲۱ در نقش دومینیک رنهئو در درام جنایی مار از بی‌بی‌سی وان و نتفلیکس ظاهر شد. او نقش سِر کریستون کول، یک شوالیهٔ دورنیشی را در سریال فانتزی خاندان اژدها (۲۰۲۲) از اچ‌بی‌او بازی می‌کند که پیش‌درآمدی بر بازی تاج‌وتخت و اقتباسی از کتاب جرج آر. آر. مارتین آتش و خون است. فرانکل در فیلم کمدی مستقل ونیز در سپیده‌دم (۲۰۲۲) نیز نقش‌آفرینی کرده‌است.

## فیلم‌شناسی
| سال  | عنوان             | نقش            | یادداشت                           |
| ---- | ----------------- | -------------- | --------------------------------- |
| ۲۰۱۹ | کریسمس پیشین      | فابین          |                                   |
| ۲۰۱۹ | پلیس آبی نیویورک  | تئو سیپوویچ    | پایلوت                            |
| ۲۰۲۱ | مار               | دومینیک رنهلو  | مینی سریال؛ ۴ قسمت                |
| ۲۰۲۱ | یک پرتره غیرصمیمی | گاسپار شورولت  | قسمت: «Gone Today. Here Tomorrow» |
| ۲۰۲۲ | خاندان اژدها      | سِر کریستون کول |                                   |
| ۲۰۲۲ | ونیز در سپیده‌دم   | دیکسون         |                                   |

## صحنه
| سال  | عنوان | نقش  | یادداشت                 | انگلیسی       |
| ---- | ----- | ---- | ----------------------- | ------------- |
| ۲۰۱۷ | دانش  | کریس | تئاتر چیرینگ کراس، لندن | The Knowledge |